# Santiago del Moro
Santiago del Moro (Tres Algarrobos 9 de febrero de 1978) es un conductor de radio y televisión argentino. Es reconocido por haber conducido múltiples programas tales como los de Much Music, de famosos como  Infama, políticos como Intratables, ¿Quién quiere ser millonario?, MasterChef Celebrity Argentina, Gran Hermano, El Club del Moro, Club Sónico, El show de Garfield y Quien es la Mascara?
Por su trayectoria como conductor ha sido premiado en tres ocasiones de los premios Martín Fierro (dos en 2016 y uno 2018), dos premios Tato (2013 y 2015) y dos veces en los premios Konex (ambas en 2019). A su vez, fue premiado con el premio Martín Fierro de Radio de Oro (2022/4).

## Carrera
Sus primeros trabajos en televisión fueron en el canal musical MuchMusic, como conductor de programas como Flow y Countdown.
Debutó como actor en la película Apariencias con Adrián Suar y Andrea del Boca en el año 2000. En 2005 trabajó en la telecomedia Una familia especial. Luego continuó con apariciones en Casados con hijos, El refugio, Lalola, y Amanda O.
Desde 2008 hasta 2014 fue el conductor del programa Infama, el cual le valió su popularidad. Por dicho ciclo obtuvo su primer premio Tato, al mejor conductor de televisión. En 2009 llegó a Pop Radio 101.5 con Terapia despareja junto a  Analía Franchín, Diego Brancatelli, Rolo Villar, y Sara Werthein, hasta 2012. En 2013 y hasta 2016, realizó uno de los programas con más audiencia de la emisora que fue Mañanas campestres junto a Diego Brancatelli, María Fernanda Carbonell, Ignacio Bulian, Gonzalo Costa y la comediante Lizy Tagliani. A partir de diciembre de 2016 conduce El Club del Moro en  La 100 de 6 a 10 a. m.. de lunes a viernes liderando ampliamente el rating en esa franja horaria triplicando a su competencia.
En 2012 fue conductor del reality Soñando por bailar 2, producido por Marcelo Tinelli y su productora Ideas del Sur que se emitió por el trece de Argentina, y que busca figuras -en principio- para el programa de la televisión argentina Bailando por un sueño.
Desde 2013 a 2018, condujo en América TV, el programa Intratables, que se basa en un debate entre panelistas que recurrentemente son periodistas, economistas, actores, entre otros. En el programa se discuten temas de actualidad y política.
En 2019, fue el conductor del programa de juegos ¿Quién quiere ser millonario? por Telefe.
En 2020, regresa a Telefe con el programa Juntos podemos lograrlo, luego cancelado por bajo rating. Desde ese mismo año, está a cargo de la conducción de MasterChef Celebrity Argentina, también por el mismo canal.
En 2022 conduce en Telefe la nueva edición del reality Gran Hermano 2022.

## Televisión
| Año           | Título                            | Rol              | Canal       |
| ------------- | --------------------------------- | ---------------- | ----------- |
| 1998-1999     | El aguante                        | Conductor        | MuchMusic   |
| 2000-2001     | Flow                              | Conductor        | MuchMusic   |
| 2000-2003     | Countdown                         | Conductor        | MuchMusic   |
| 2001          | 22, el loco                       | Juan             | Canal Trece |
| 2003          | Agite                             | Conductor        | América TV  |
| 2003          | Cómplices y testigos              | Columnista       | América TV  |
| 2004          | De cerca                          | Conductor        | MuchMusic   |
| 2005          | Una familia especial              | Nicolás          | Canal Trece |
| 2005-2006     | Clase X                           | Conductor        | América TV  |
| 2006          | El refugio                        | Marco Leguizamón | Canal Trece |
| 2006          | Casados con hijos                 | Agente Pettuto   | Telefe      |
| 2006-2007     | Bendita                           | Columnista       | Canal 9     |
| 2006-2007     | Rock in TV                        | Conductor        | América TV  |
| 2007-2008     | Lalola                            | Matías           | América TV  |
| 2007-2008     | Club sónico                       | Conductor        | CM          |
| 2008-2009     | El club                           | Conductor        | CM          |
| 2008-2014     | Infama                            | Conductor        | América TV  |
| 2011-2012     | Soñando por bailar                | Conductor        | El Trece    |
| 2013-2018     | Intratables                       | Conductor        | América TV  |
| 2017          | Escuela para suegras              | Conductor        | Fox Channel |
| 2019          | ¿Quién quiere ser millonario?     | Conductor        | Telefe      |
| 2019          | Susana Giménez: Pequeños gigantes | Jurado invitado  | Telefe      |
| 2020          | Juntos podemos lograrlo           | Conductor        | Telefe      |
| 2020          | MasterChef Celebrity Argentina    | Conductor        | Telefe      |
| 2020-2022     |                                   | Conductor        | Telefe      |
| 2022-presente | Gran Hermano                      | Conductor        | Telefe      |
| 2023, 2024    | Premios Martín Fierro             | Conductor        | Telefe      |

## Radio
| Año           | Programa           | Radio           |
| ------------- | ------------------ | --------------- |
| 2009-2011     | Terapia despareja  | Pop Radio 101.5 |
| 2012-2016     | Mañanas Campestres | Pop Radio 101.5 |
| 2015-2016     | Tardes Campestres  | Pop Radio 101.5 |
| 2016-presente | El Club del Moro   | La 100          |

## Premios y nominaciones
| Premios Martín Fierro | Premios Martín Fierro                       | Premios Martín Fierro | Premios Martín Fierro | Premios Martín Fierro |
| Año                   | Categoría                                   | Trabajo Nominado      | Resultado             | Ref.                  |
| --------------------- | ------------------------------------------- | --------------------- | --------------------- | --------------------- |
| 2013                  | Mejor conducción masculina en televisión    | Infama                | Nominado              | [ 9 ]                 |
| 2013                  | Mejor conducción masculina en radio         | Terapia despareja     | Nominado              | [ 9 ]                 |
| 2014                  | Mejor conducción masculina en televisión    | Infama - Intratables  | Nominado              | [ 10 ]                |
| 2014                  | Mejor conducción masculina en radio         | Mañanas campestres    | Nominado              | [ 10 ]                |
| 2015                  | Mejor conducción masculina en televisión    | Infama - Intratables  | Nominado              | [ 11 ]                |
| 2016                  | Mejor conducción masculina en televisión    | Intratables           | Ganador               | [ 12 ]                |
| 2016                  | Mejor programa de la mañana FM              | Mañanas campestres    | Ganador               | [ 13 ]                |
| 2016                  | Mejor conducción masculina en radio         | Mañanas campestres    | Nominado              | [ 13 ]                |
| 2017                  | Mejor conducción masculina en televisión    | Intratables           | Nominado              | [ 14 ]                |
| 2017                  | Mejor conducción masculina en radio         | El Club del Moro      | Nominado              | [ 15 ]                |
| 2018                  | Mejor programa diario de interés general FM | El Club del Moro      | Ganador               | [ 16 ]                |
| 2018                  | Mejor conducción masculina en radio         | El Club del Moro      | Nominado              | [ 17 ]                |

| Premios Tato | Premios Tato               | Premios Tato         | Premios Tato | Premios Tato |
| Año          | Categoría                  | Trabajo Nominado     | Resultado    | Ref.         |
| ------------ | -------------------------- | -------------------- | ------------ | ------------ |
| 2013         | Mejor conducción masculina | Infama - Intratables | Ganador      | [ 18 ]       |
| 2015         | Mejor conducción masculina | Intratables          | Ganador      | [ 19 ]       |

| Premios Konex | Premios Konex     | Premios Konex                                     | Premios Konex | Premios Konex |
| Año           | Premio            | Disciplina                                        | Resultado     | Ref.          |
| ------------- | ----------------- | ------------------------------------------------- | ------------- | ------------- |
| 2017          | Diploma al Mérito | Revelación de la década - Comunicación/Periodismo | Ganador       | [ 20 ]        |
| 2017          | Konex de Platino  | Revelación de la década - Comunicación/Periodismo | Ganador       | [ 20 ]        |

| Produ Awards | Produ Awards                            | Produ Awards     | Produ Awards | Produ Awards |
| Año          | Categoría                               | Trabajo Nominado | Resultado    | Ref.         |
| ------------ | --------------------------------------- | ---------------- | ------------ | ------------ |
| 2023         | Mejor presentador de reality - concurso | Gran hermano     | Ganador      | [ 21 ]       |